# Брилёв (Буда-Кошелёвский район)
Брилёв (бел. Брылёў) — деревня в Кошелёвском сельсовете Буда-Кошелёвского района Гомельской области Белоруссии.

## География
В 3 км на север от районного центра и железнодорожной станции Буда-Кошелёвская (на линии Жлобин — Гомель), 51 км от Гомеля.
На юге мелиоративный канал.

## Транспортная сеть
Рядом автодорога Чечерск — Буда-Кошелёво.
Планировка состоит из прямолинейной улицы, ориентированной с юго-востока на северо-запад. Застройка деревянная, усадебного типа.

## История
По письменным источникам известна с конца XIX века как деревня в Рогачёвском уезде Могилёвской губернии. Хозяин фольварка Козырьков имел в 1858 году 213 десятин земли и сад.
В 1929 году организован колхоз. На фронтах Великой Отечественной войны погибли 22 жителя деревни. В 1959 году в составе совхоза «Шарибовский» (центр — деревня Шарибовка).

## Население
- 1959 год — 326 жителей (согласно переписи).
- 2004 год — 49 хозяйств, 81 житель.